# Бекрины
Бекрины, мекрины, мекриты, текрины (монг. бекрин, мекрин, мэгрит) — монгольское племя, вошедшее в империю Чингисхана в начале XIII века. Согласно «Сборнику летописей», бекрины входили в число народов, «которые не столь давно получили имя монголов».

## История
Племя бекрин жило в горной стране по соседству с уйгурами. Бекрины были известны как хорошие «ходоки по скалам [киачи]». Они всегда считались самыми полезными воинами при действиях в горной стране. По Б. З. Нанзатову, бекрины проживали в районе Тянь-Шаня, неподалеку от Монгольского Алтая. 
Бекрины, как и многие другие племена Центральной Азии, были подчинены Чингисханом и вошли в состав Монгольской империи. Они составляли одну войсковую тысячу. Предводитель бекринов в дальнейшем пребывал на службе у Чингисхана. 
Известно, что одна из жён Чингисхана по имени Мукай-хатун происходила из бекринов и была дочерью правителя этого племени. Рашид ад-Дин писал, что Мукай-хатун была одной из самых любимых жён Чингисхана, однако от неё он не имел детей. После смерти Чингисхана она стала одной из жен Угэдэя. У Абульгази правитель племени мекрин (текрин) упоминается под именем Ченаныч, а его дочь Мукай — под именем Букяй. 
Жена Угэдэя по имени Сипкинэ (Шабканэ-хатун) также была из племени бекрин. Она была матерью Хайду, которого Л. Н. Гумилёв называл «последним паладином монгольской воинской славы». Хайду прославился как один из самых талантливых полководцев своего времени и был фактическим правителем Чагатайского улуса. На пути к своему величию он в первую очередь привлек на свою сторону бекринов — племя своей матери. 
Часть бекринов вместе с Хулагу-ханом переселилась в Иран, где они также были известны как ходоки по скалам и горам.
Представители племени мекрит участвовали во многих походах Тимура. По сообщению Ша-ми и Иезди, люди из племени мекрит «в ходьбе по горам были так ловки и искусны, что заберутся в любое место, куда только серна может забраться».

### Бэгирсэн-тайши
Из племени мекрит происходил уйгудский (уйгурский) Бэгирсэн-тайши, кочевавший в Джалман-хане, на севере от Хами. Вместе с ойратами он подчинил себе окружающие племена монголоязычных уйгуров и стал возвышаться. В 1469 г. к Бэгирсэну присоединился бывший вассал ойратского тайши Уштэмура, сына Эсэн-хана, — Баясхал (Баясаху), сделав его еще более могущественным.
В 1470 г. Бэгирсэн-тайши, взяв свой улус, откочевал на восток и вступил в пределы излучины Хуанхэ. В следующем году он стал новым правителем юншиэбуского тумена. В 1475 г. Бэгирсэн хотел возвести на великоханский трон Баянмункэ-болоху-джинона, но тот уступил это право своему двоюродному деду Мандуулу. Таким образом, Бэгирсэн и другие возвели Мандуула на трон великого хана и отдали в его управление чахарский тумен.
Однако в дальнейшем отношения Бэгирсэна с другими монгольскими предводителями ухудшились. Летом 1479 г. Мандуул-хан, Исмаил (родственник Бэгирсэна) и Тулугэн-нойон (правитель монголджин-тумэдов), втроем напав на Бэгирсэн-тайшу, убили его. Осенью того же года Мандуул-хан скоропостижно скончался. Новый тайши Монгольского государства и отчим Даян-хана Исмаил той же осенью 1479 г. возвел на трон великого хана 7-летнего Бату-Мункэ с титулом Даян-хан. В дальнейшем Даян-хан впервые со времён Юаньской династии объединит монголов под знаменем чингизидов.

## Происхождение

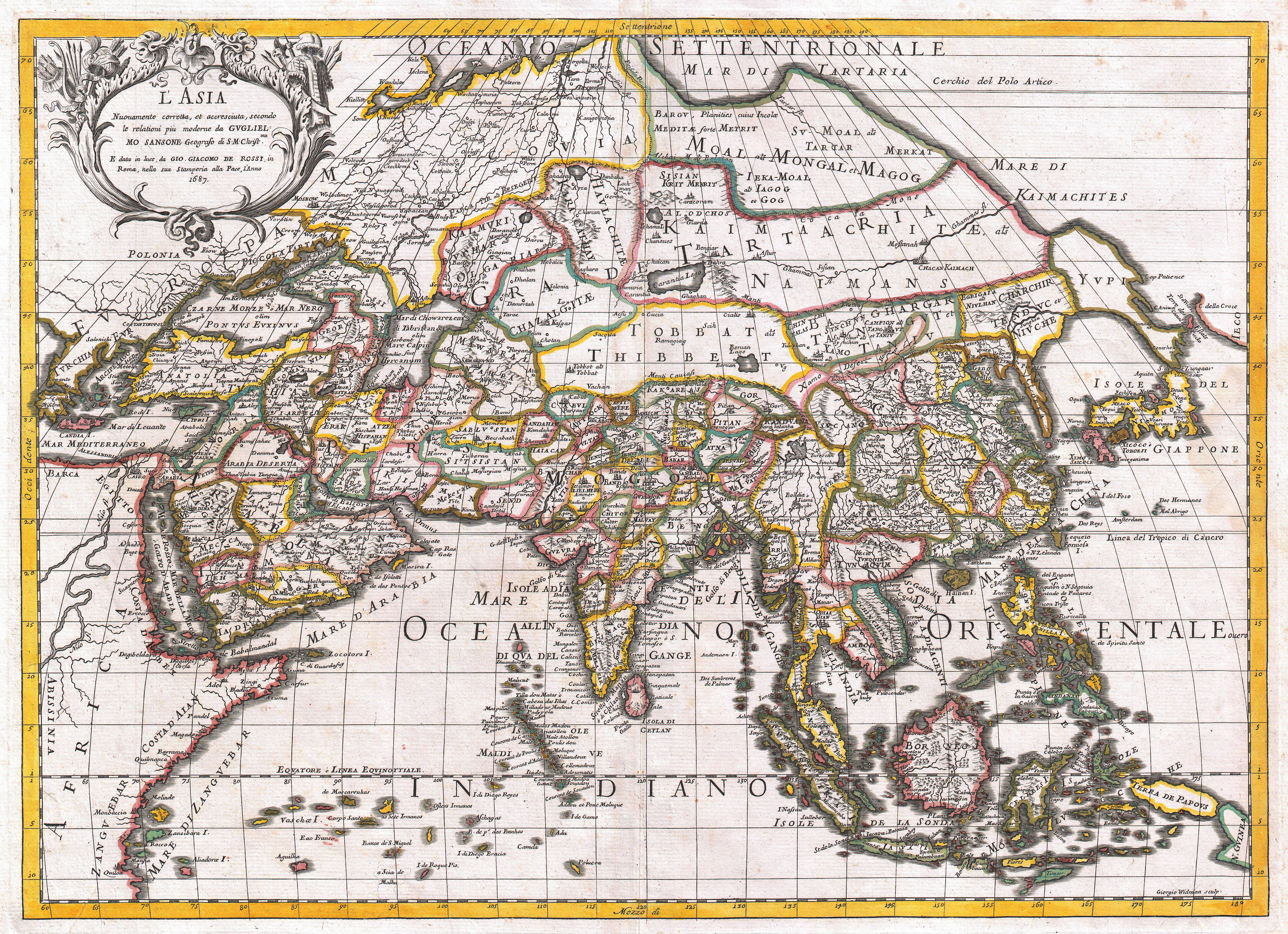
Мекриты (Mekrit, Metrit) на карте Джованни Джакомо Де Росси. 1687 г.

В. В. Бартольд писал, что бекрины — племя неизвестного происхождения. Согласно «Сборнику летописей», бекрины входили в число народов, «которые не столь давно получили имя монголов». Однако по происхождению, как было отмечено Рашид ад-Дином, «они не монголы и не уйгуры».
Согласно Аюудайн Очиру, в XII—XIII вв. названия бекрин и мекрин использовались в отношении монгольского племени меркитов. О тождественности этнонимов мекрит и меркит также писал Б. З. Нанзатов. По Рашид ад-дину, «часть монголов называет меркитов мекритами, [но] смысл обоих [названий] один и тот же. Таким же образом [племя] бекрин называют мекрин».
У ряда западноевропейских авторов меркит и мекрит фигурируют как два отдельных монгольских племени. Плано Карпини приводит следующую информацию: «Есть некая земля среди стран Востока, о которой сказано выше и которая именуется Монгал. Эта земля имела некогда четыре народа: один назывался Йека-Монгал, то есть великие Монгалы, второй назывался Су-Монгал, то есть водяные Монгалы, сами же себя они именовали Татарами от некоей реки, которая течет чрез их страну и называется Татар; третий народ назвался Меркит, четвертый — Мекрит». «И все эти народы имели сходную внешность и один язык, хотя между ними и было разделение по провинциям и правителям». По информации П. Карпини, Чингисхан сначала сразился с меркитами, страна которых была расположена возле земли татар, и подчинил их. После этого он сразился с мекритами, они также были покорены им.
А. Г. Юрченко писал, что мекриты — большое племя, занимавшее земли юго-восточнее Байкала, и что францисканцы разграничивают мекритов и меркитов не только терминологически, но и территориально. Марко Поло пишет о мекритах: «На север от Каракорона [Каракорума] и от Алтая, от того места, где, как я рассказывал, хоронят татарских царей, есть равнина Бангу [Баргу], тянется она на сорок дней. Народ тамошний дикий и зовется мекри, занимаются скотоводством, много у них оленей; на оленях, скажу вам, они ездят. Нравы их и обычаи те же, что и у татар; они великого хана. Ни хлеба, ни вина у них нет. Летом у них есть дичь и они охотятся и на зверей, и на птиц; а зимою от великого холода там не живут ни зверь, ни птица».
Имя племени мекри (бекри) отождествляют с древним этнонимом мукрин. Э. Шаванн полагает, что «мукри» — это приамурский народ тунгусского племени, впоследствии называемый китайцами «мохэ». С мохэ отождествляется древнекорейское царство Бохай, также известное как Бокли. Бокли в свою очередь по звучанию совпадает с названием мукри (мохэ).
Согласно В. В. Ушницкому, мекритов можно отнести к потомкам мохэ-мукринов, попавших под мощное влияние тюрков, потом монголоязычных этносов. Мохэсцы, следуя китайской традиции, считаются предками чжурчжэней. Однако, судя по остаткам языка бохайцев, они относятся к палеоазиатам, а не к народам с тунгусо-маньчжурским языком.

## Современность
Бахашилы. Название рода увакасиль или вакарой в составе хамниган, субэтноса бурят, связывают с названием мекри/бекри. Данный род известен под многими именами. В бурятском и монгольском варианте — бахашил, баахашил, бахачил, баахшил. В других источниках — вакасильский, увакасильский, украинский, вакарой, вокрай, вакурай, вакарель, векерей, вэкорой, вэкерой, вокарай, вакарай, вокорой. Данный род в составе хамниган происходит из даурского племени нелигуд (нелиуд).
В настоящее время представители рода бахашил проживают в составе ононских хамниган на территории Забайкальского края.
В Монголии проживают носители следующих родовых фамилий:
- Баахшил — в Улан-Баторе и аймаках: Хэнтий, Дорнод, Баянхонгор[21];
- Баахшил Сартуул — в Улан-Баторе и аймаках: Хэнтий, Дорнод[24].

Мекерчины. Согласно Б. З. Нанзатову, этноним «мекерчин» является одной из форм этнонима «мекрит» с прибавлением к нему этногендерного аффикса -чин. Мекерчины, также как и бахашилы, представляют собой один из родов ононских хамниган Забайкальского края.
В Монголии известны носители следующих родовых фамилий:
- Мэхээрч — в Улан-Баторе и аймаках: Дорнод, Орхон, Дорноговь, Сэлэнгэ[25];
- Мэкээрчин — в Улан-Баторе и аймаке Дорнод[26];
- Мэхээрчин — в Улан-Баторе и аймаке Дорнод[27].